# Feldafing
Feldafing es un municipio en el distrito de Starnberg, en el estado alemán de Baviera, y está localizado a la orilla oeste del lago and is located on the west shore of Starnberg, al suroeste de Munich.
Después de la Segunda Guerra Mundial, un campo de golf fue construido en el municipio, uno de los primeros en Alkemania. Más tarde, otros centros recreacionales tales como una playa y un club de tenis fueron construidos. El parque y la isla Rose están siendo restaurados por la Administración Bávara para las Villas, Jardines y Lagos del Estado, a sus condiciones originales. 